# Foolad Arena
El Foolad Arena (Persa: فولاد آرنا) es un estadio multiusos ubicado en la ciudad de Ahvaz, que se inauguró el 13 de noviembre de 2018. Alberga los partidos en casa de Foolad FC desde marzo de 2019. El estadio estaba previsto que se completara en noviembre de 2013, que se cambió a mediados de 2018 debido a problemas financieros.
La competencia para el proyecto fue ganada por el diseño de Kowsar Company. El estadio se está construyendo en la ubicación de las viviendas corporativas de Foolad, Divistdastgah Town y junto al estadio Foolad Khuzestan de 5,000 capacidad que es utilizado por la academia del club,